# Невідомщина

Невідо́мщина — ландшафтний заказник місцевого значення в Україні. Розташований на території Малосолтанівської сільської ради Васильківського району Київської області. 
Площа — 16,5 га. Заказник оголошений рішенням Київської обласної ради від 17 червня 2010 року № 739-32-У. Перебуває у підпорядкуванні Васильківської районної державної адміністрації. Наукове обґрунтування створення заказника підготовлено експертами Ukrainian Nature Conservation Group.

## Опис
Територія заказника є цінним острівним листяним лісом з добре збереженими екосистемами. Рослинність представлена триярусними угрупованнями неморального лісу. Флора нараховує понад 100 видів судинних рослин. Деревний ярус представлений переважно грабом з домішками клена гостролистого та дуба. У чагарниковому ярусі наявні ліщина та крушина. В трав'яному ярусі абсолютну більшість становлять типові неморали: копитняк європейський, фіалка дивна, ряст ущільнений, анемона жовтецева, маренка запашна, зірочник лісовий. Особливу цінність становлять популяції таких видів, як проліска дволиста та ряст порожнолистий, що рекомендовані до внесення в Список видів рослин, що охороняються на території Київської області. 
Тваринний світ заказника досить різноманітний. Територія дуже сприятлива для збереження популяцій лісових амфібій. Серед них жаба трав'яна та квакша звичайна, що внесені до Додатку II Бернської конвенції. З плазунів тим самим документом охороняється веретільниця ламка.
Значним є біорізноманіття птахів, серед яких багато видів охороняються Бернською конвенцією. Із ссавців поширені заєць сірий, миша жовтогорла, нориця підземна та цілий ряд рідкісних лісових видів кажанів. 
На території заказника є освячене джерело, вода якого вважається цілющою, чере що воно є дуже популярним місцем відпочинку місцевими мешканцями та туристами.